# Осіннє сонце
«Осіннє сонце» («Աշնան արև») — вірменський художній фільм 1977 року, знятий режисером Багратом Оганесяном і Яковом Іскударяном на кіностудії «Вірменфільм».

## Сюжет
За мотивами повісті Г. Матевосяна «Мати їде одружити сина». Про долю сільської жінки зі складним та суперечливим характером, про те, як складався цей характер, про її нелегкі стосунки з чоловіком та синами.

## У ролях
- Анаїт Гукасян — Агун
- Карен Джанібекян — Симон
- Жанна Товмасян — свекруха
- Азат Шеренц — Андроник
- Р. Саргсян — роль другого плану
- Нонна Петросян — Арусь
- Майрануш Григорян — Майя
- А. Карапетян — роль другого плану
- Гуж Манукян — Ішхан
- Р. Єсаян — роль другого плану
- Арусь Азнавурян — бабуся Майї
- Жанна Аветісян — роль другого плану
- Р. Варданян — роль другого плану
- Е. Папаян — роль другого плану
- Леонард Саркісов — старий
- Араїк Ісаакян — роль другого плану
- К. Галстян — роль другого плану
- М. Поркашян — роль другого плану
- К. Снхчян — роль другого плану
- М. Снхчян — роль другого плану
- Б. Григорян — роль другого плану
- Грант Саркісян — роль другого плану
- Анаїда Агаджанян — епізод

## Знімальна група
- Режисери — Баграт Оганесян, Яков Іскударян
- Сценарист — Грант Матевосян
- Оператори — Гагік Авакян, Карен Месян
- Композитор — Тигран Мансурян
- Художник — Григорій Торосян